# NGC 3009
NGC 3009，又称PGC 28330，是一个位于大熊座的透鏡狀星系，直径3.5万光年，距离地球2.05亿光年，退行速度每秒4445千米，1828年3月17日由约翰·赫歇尔发现。NGC 3009与PGC 28303十分接近，相距仅有几弧分，极易相互混淆。